# Молодёжное (Днепропетровская область)

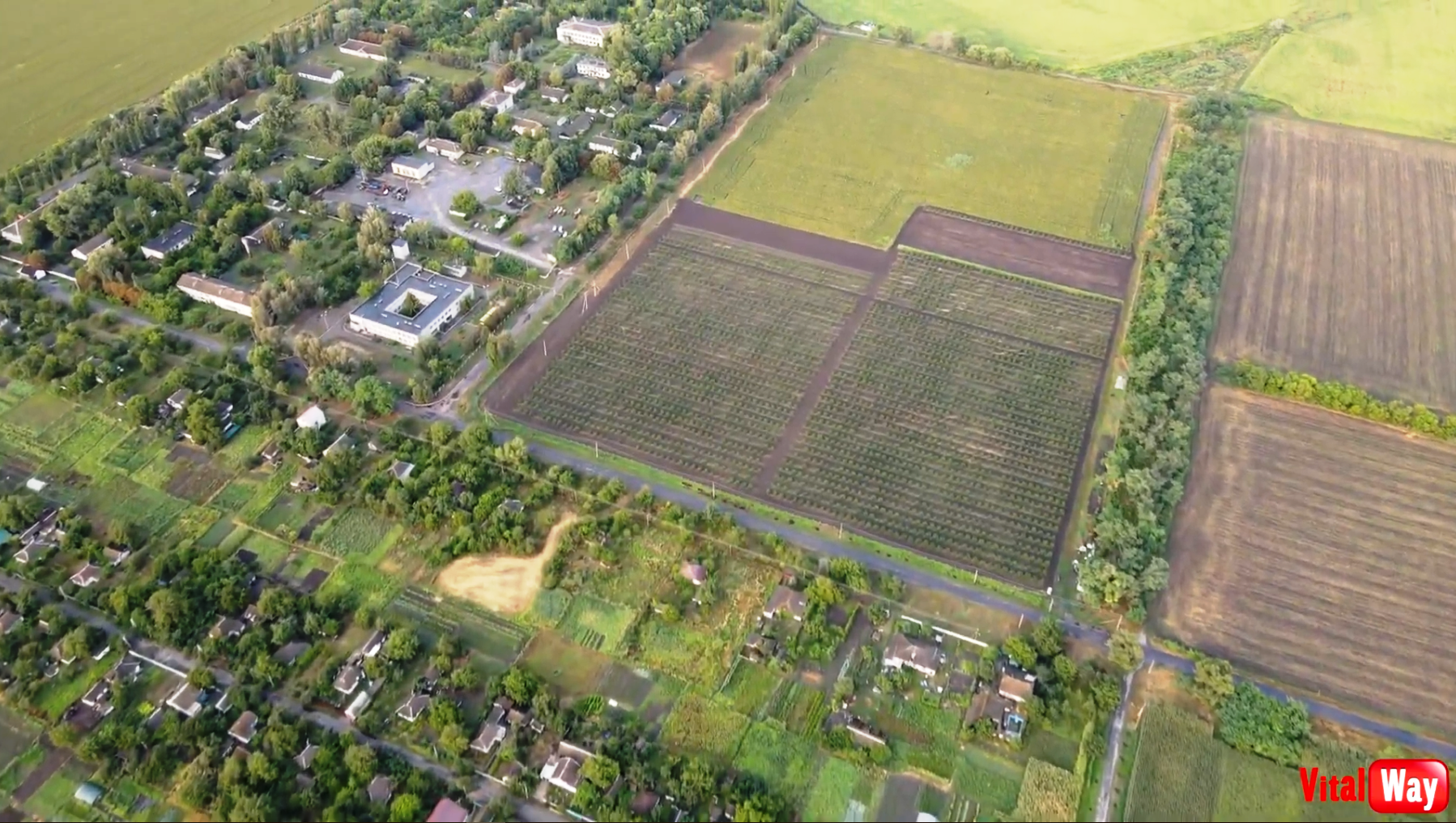

Молодёжное (укр. Молодіжне) — село, Цибульковский сельский совет, Царичанский район, Днепропетровская область,
Украина. Совхоз им. Тельмана был образован в 1932 году.
Код КОАТУУ — 1225685005. Население по переписи 2001 года составляло 712 человек .

## Географическое положение
Село Молодёжное находится в 2-х км от левого берега реки Орель (старое русло, направление течения реки в котором изменено на противоположное) и в 3-х км от Каменского водохранилища,
на расстоянии в 1 км расположено село Приднепрянское (ранее - Рядянское) Кобелякский район).
Вокруг села большие садовый массивы.

## Экономика
- ОАО «Сады Приорелья». - На сегодняшний день не существует.

## Объекты социальной сферы
- Школа I-III ст.
- Детский сад. На сегодня - закрыт.
- Амбулатория.
- Дом культуры. Закрыт.